# U-Bahnhof Rauhes Haus

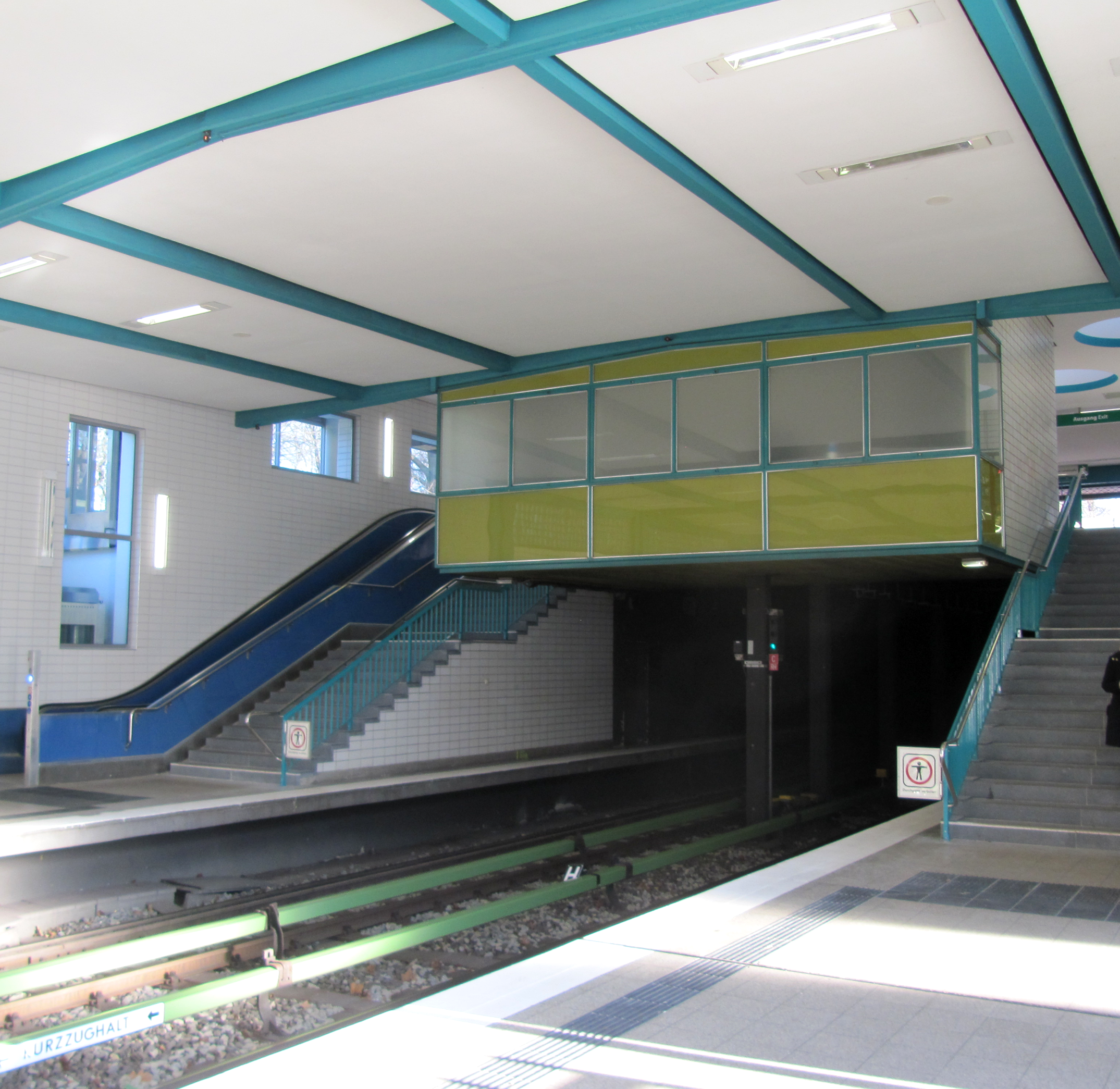
Ehemalige Abfertigungskanzel im Bahnhofsinneren

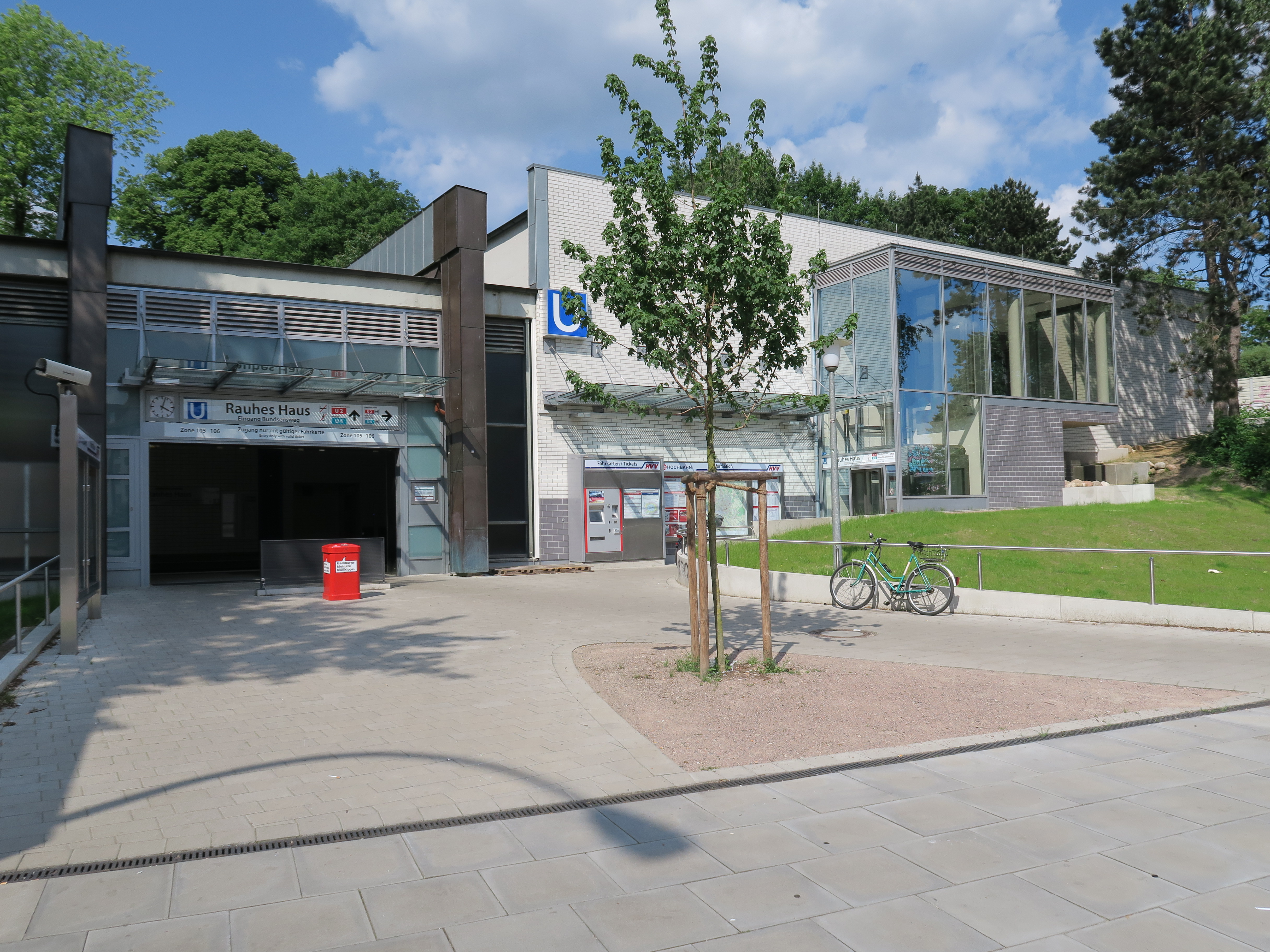
Neuer Zugang direkt zum Gleis Richtung Osten und Außenfahrstuhl

Der U-Bahnhof Rauhes Haus ist eine Haltestelle der Hamburger U-Bahn-Linien U2 und U4 im Stadtteil Hamm. Das Kürzel der Station bei der Betreiber-Gesellschaft Hamburger Hochbahn lautet „RH“. Der U-Bahnhof hat täglich 15.790 Ein- und Aussteiger (Mo–Fr, 2019).

## Geschichte
Der U-Bahnhof „Rauhes Haus“ wurde im Zuge des Ausbaus der U-Bahn-Linie nach Billstedt errichtet. Im Januar 1967 wurde der Betrieb aufgenommen. 
Im Jahr 2015 erfolgte der barrierefreie Ausbau der Station, indem von der Straßenseite ein äußerer, direkter Zugang zum Gleis Richtung Osten geschaffen wurde, über den keine andere U-Bahn-Haltestelle des Hamburger Streckennetzes verfügt. Ergänzt wurde diese Neuerung durch einen daneben liegenden Außenfahrstuhl, der es ermöglicht, das Gegengleis Richtung Innenstadt über einen zweiten Fahrstuhl barrierefrei zu erreichen. Für beide Umbaumaßnahmen im Außenbereich der Haltestelle wurde die bisherige Fußgängerrampe zum vormals einzigen Zugang von der östlichen Bahnhofsseite entfernt.

## Ausbau und Lage
Der U-Bahnhof liegt unmittelbar am Geesthang und war ursprünglich komplett eingehaust. Während die Nordseite ins Erdreich eingelassen ist, wurde die Südseite lichtdurchlässig mit einer Fensterfront aus Plexiglas gestaltet. Diese bisher einmalige Konstruktion wurde für einen ebenfalls einmaligen direkten Außenzugang zum Gleis im Rahmen des barrierefreien Ausbaus 2015 teilweise geöffnet.
Die Züge halten an zwei jeweils über 120 Meter langen Seitenbahnsteigen. Zu beiden Enden schließen sich Treppen an, die in kleineren oberirdischen Vorhallen münden. Am Ostende der Bahnsteige befindet sich über den Gleisen eine Kanzel für die früher eingesetzten Zugabfertiger; sie dient heute als Abstell- und Bedarfsraum und wird nicht mehr aktiv für den Betriebsablauf genutzt.
Die Nachbarstation Hammer Kirche ist etwa 650 Meter entfernt, bis zur Haltestelle Horner Rennbahn sind es hingegen zirka 1,2 Kilometer. Das Gelände der namensgebenden Stiftung „Rauhes Haus“ liegt etwa 200 Meter östlich des U-Bahnhofs bereits im Nachbarstadtteil Horn.
| Linie | Verlauf |
| ----- | --- |
| U 2   | Niendorf Nord – Schippelsweg – Joachim-Mähl-Straße – Niendorf Markt – Hagendeel – Hagenbecks Tierpark – Lutterothstraße – Osterstraße – Emilienstraße – Christuskirche – Schlump – Messehallen – Gänsemarkt (Oper) – Jungfernstieg – Hauptbahnhof Nord – Berliner Tor – Burgstraße – Hammer Kirche – Rauhes Haus – Horner Rennbahn – Legienstraße – Billstedt – Merkenstraße – Steinfurther Allee – Mümmelmannsberg |
| U 4   | (in Planung: Moldauhafen –) Elbbrücken – HafenCity Universität – Überseequartier – Jungfernstieg – Hauptbahnhof Nord – Berliner Tor – Burgstraße – Hammer Kirche – Rauhes Haus – Horner Rennbahn – Legienstraße – Billstedt (im Bau: – Stoltenstraße – Horner Geest) |